# Linia kolejowa Hildburghausen – Lindenau-Friedrichshall
Linia kolejowa Hildburghausen – Lindenau-Friedrichshall – dawna jednotorowa i niezelektryfikowana wąskotorowa (1000 mm) linia kolejowa w kraju związkowym Turyngia. Łączyła miejscowości Hildburghausen i Lindenau-Friedrichshall.